# Gornja Šemnica
Gornja Šemnica falu Horvátországban Krapina-Zagorje megyében. Közigazgatásilag Radobojhoz tartozik.

## Fekvése
Krapinától 5 km-re, községközpontjától 2 km-re délkeletre fekszik.

## Története
1857-ben 466, 1910-ben 702 lakosa volt. A falu Trianonig Varasd vármegye Krapinai járásához tartozott. 
2001-ben 621 lakosa volt.

## Külső hivatkozások
Radoboj község hivatalos oldala